# Heinrich Rantzau der Jüngere

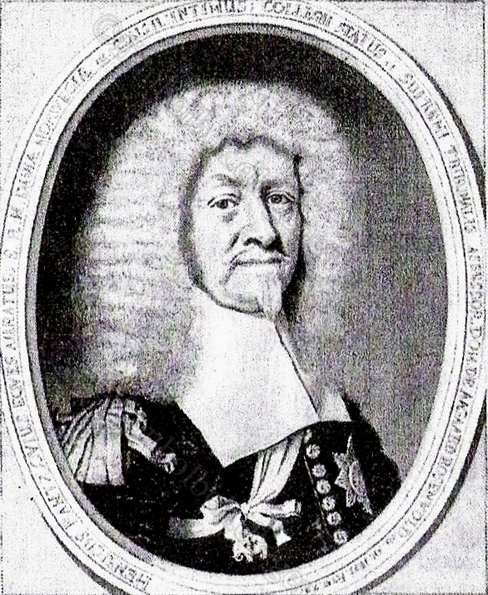
Reichsrat und Stiftsamtmann Heinrich Rantzau (1599–1674)

Heinrich/Henrik Rantzau der Jüngere (* 26. Januar 1599; † 16. Januar 1674), Enkel des dänischen Statthalters Heinrich Rantzau in Schleswig-Holstein, Sohn des Frantz Rantzau auf Schönweide (1555–1612), dem Begründer des dänischen Zweiges der Familie, wurde vor allem durch seine Orientreise bekannt.

## Leben
Er schiffte sich am 7. Februar 1623 in Venedig ein, reiste an den Küsten Griechenlands entlang und durch den Archipelagus nach Zypern und landete in Akko. Vom 8. bis 20. April war er in Jerusalem, wo er das Osterfest mitfeierte und die üblichen Wallfahrten machte. Von Jaffa fuhr er nach Ägypten, wo er Kairo vom 8. bis 28. Mai, die Pyramiden von Gizeh usw. besuchte, und weiter von Alexandria nach Konstantinopel, das er am 25. Juli. erreichte.
Nach längerem Aufenthalt dort trat er am 18. September die Rückreise an, zunächst über Adrianopel, Philippopel, Sofia, Belgrad, Bosna Sarai, Spalato und weiter auf dem adriatischen Meer nach Venedig.
Er war Herr zu Schönweide (Kreis Plön), sowie von Aagard und anderen Gütern in Dänemark, dänischer Reichsrat etc. und starb kinderlos am 16. Januar 1674.